# 67e méridien ouest
En géographie, le 67e méridien ouest est le méridien joignant les points de la surface de la Terre dont la longitude est égale à 67° ouest.

## Géographie

### Dimensions
Comme tous les autres méridiens, la longueur du 67e méridien correspond à une demi-circonférence terrestre, soit 20 003,932 km. Au niveau de l'équateur, il est distant du méridien de Greenwich de 7 458 km,.
Avec le 113e méridien est, il forme un grand cercle passant par les pôles géographiques terrestres.

### Régions traversées
En commençant par le pôle Nord et descendant vers le sud au pôle Sud, Le 67e méridien ouest passe par:
| Coordonnées          | Pays, territoire ou mer | Notes |
| -------------------- | ----------------------- | --- |
| 90° 00′ N, 67° 00′ O | Océan Arctique          | |
| 83° 12′ N, 67° 00′ O | Mer de Lincoln          | |
| 82° 57′ N, 67° 00′ O | Canada                  | Nunavut, Île d'Ellesmere |
| 80° 58′ N, 67° 00′ O | Détroit de Nares        | |
| 80° 24′ N, 67° 00′ O | Groenland               | Péninsule Washington (en) |
| 80° 03′ N, 67° 00′ O | Détroit de Nares        | Bassin Kane |
| 79° 09′ N, 67° 00′ O | Groenland               | Terre d'Inglefield |
| 75° 59′ N, 67° 00′ O | Baie de Baffin          | |
| 70° 00′ N, 67° 00′ O | Détroit de Davis        | |
| 69° 24′ N, 67° 00′ O | Canada                  | Nunavut — Péninsule de Henry Kater (en), Île de Baffin |
| 69° 11′ N, 67° 00′ O | Détroit de Davis        | |
| 68° 27′ N, 67° 00′ O | Canada                  | Nunavut — Péninsule Cumberland, Île de Baffin |
| 66° 21′ N, 67° 00′ O | Baie de Cumberland      | |
| 65° 28′ N, 67° 00′ O | Canada                  | Nunavut — Péninsule Hall (en), Île de Baffin |
| 63° 14′ N, 67° 00′ O | Baie de Frobisher       | |
| 63° 06′ N, 67° 00′ O | Canada                  | Nunavut — Île Chase (en) |
| 63° 05′ N, 67° 00′ O | Baie de Frobisher       | |
| 62° 44′ N, 67° 00′ O | Canada                  | Nunavut — Péninsule Meta Incognita, Île de Baffin |
| 62° 02′ N, 67° 00′ O | Détroit d'Hudson        | |
| 60° 30′ N, 67° 00′ O | Baie d'Ungava           | |
| 58° 27′ N, 67° 00′ O | Canada                  | Québec Terre-Neuve-et-Labrador — Labrador, à partir de 54° 51′ N, 67° 00′ O Québec — à partir de 53° 28′ N, 67° 00′ O Terre-Neuve-et-Labrador — Labrador, à partir de 53° 22′ N, 67° 00′ O Québec — à partir de 53° 19′ N, 67° 00′ O Terre-Neuve-et-Labrador — Labrador, à partir de 53° 10′ N, 67° 00′ O Québec — à partir de 53° 08′ N, 67° 00′ O Terre-Neuve-et-Labrador — Labrador, à partir de 53° 06′ N, 67° 00′ O Québec — à partir de 52° 49′ N, 67° 00′ O |
| 49° 51′ N, 67° 00′ O | Fleuve Saint-Laurent    | |
| 48° 59′ N, 67° 00′ O | Canada                  | Québec — Bas-Saint-Laurent New Brunswick — à partir de 47° 54′ N, 67° 00′ O |
| 45° 09′ N, 67° 00′ O | Baie de Passamaquoddy   | |
| 45° 00′ N, 67° 00′ O | Canada                  | New Brunswick — Île Deer |
| 44° 56′ N, 67° 00′ O | États-Unis              | Maine — Île Moose (en) et le continent |
| 44° 47′ N, 67° 00′ O | Océan Atlantique        | Passe juste à l'ouest de l'Île Grand Manan, New Brunswick, Canada (à 44° 36′ N, 66° 55′ O) |
| 18° 30′ N, 67° 00′ O | Porto Rico              | |
| 17° 58′ N, 67° 00′ O | Mer des Caraïbes        | Passe juste à l'ouest de l'Archipel de Los Roques, Venezuela (à 11° 50′ N, 66° 57′ O) |
| 18° 30′ N, 67° 00′ O | Venezuela               | Passe juste à l'ouest de Caracas (à 10° 29′ N, 66° 55′ O) |
| 1° 42′ N, 67° 00′ O  | Colombie                | |
| 1° 11′ N, 67° 00′ O  | Brésil                  | Amazonie Acre — à partir de 9° 45′ S, 67° 00′ O |
| 10° 11′ S, 67° 00′ O | Bolivie                 | |
| 22° 32′ S, 67° 00′ O | Argentine               | |
| 22° 58′ S, 67° 00′ O | Chili                   | Sur environ 14 km |
| 23° 06′ S, 67° 00′ O | Argentine               | |
| 45° 18′ S, 67° 00′ O | Océan Atlantique        | Golfe San Jorge |
| 46° 49′ S, 67° 00′ O | Argentine               | |
| 48° 37′ S, 67° 00′ O | Océan Atlantique        | |
| 54° 10′ S, 67° 00′ O | Argentine               | Grande île de la Terre de Feu |
| 54° 58′ S, 67° 00′ O | Chili                   | Îles Picton et Île Lennox |
| 55° 21′ S, 67° 00′ O | Océan Atlantique        | Passe juste à l'est de Île Deceit, Chili (à 55° 54′ S, 67° 02′ O) |
| 60° 00′ S, 67° 00′ O | Océan Austral           | |
| 66° 55′ S, 67° 00′ O | Antarctique             | Liste des territoires revendiqués par l' Argentine, le Chili et le Royaume-Uni |